# Razzak Bejszekejew
Razzak Bejszekejew (kirg. Раззак Бейшекеев; ur. 19 czerwca 2004) – kirgiski zapaśnik walczący w stylu klasycznym. Brązowy medalista igrzysk azjatyckich w 2022. Wicemistrz Azji w 2024 i 2025; trzeci w 2023. 
Pierwszy na MŚ U-23 w 2024. Mistrz Azji U-23 w 2023. Mistrz Azji juniorów w 2022 i świata kadetów w 2021 roku.